# Max Green
Maxwell Scott Green (Cincinnati , Ohio , em 15 de dezembro de 1984) mais conhecido como Max Green, é um músico americano, atual baixista da banda Violent New Breed. Ele é conhecido por ser um dos fundadores da banda Escape The Fate, a qual deixou oficialmente em 2012, porém, em outubro de 2013 ele foi convidado a retornar á banda, após a saída dos irmãos Money, no entanto em maio de 2014 ele anunciou que deixaria o Escape The Fate novamente para se juntar ao seu amigo Ronnie Radke na banda Falling in Reverse. Ele também tocou na banda The Natural Born Killers como vocalista e guitarrista.

## Biografia
Max nasceu em Cincinnati, Ohio, mudou-se de lá quando eu estava no grau 4 para Pahrump, onde viveu por três anos e meio. Mais tarde se mudou para Las Vegas, estudou na instituição de ensino Mojave High School onde conheceu Ronnie Radke e Robert Ortiz, e atualmente reside em Los Angeles, Califórnia. Suas influências são: Papa Roach, Nirvana, Poison , Cannibal Corpse (no vídeo Situations Max aparece com uma camisa deles), Metallica, Iron Maiden) e Marilyn Manson.
Max desde pequeno tocava guitarra e sonhava em ser um músico profissional. Na adolescência começou a tocar baixo, inspirado no álbum  Progress, Resignation y... And the Battle Begun da banda Rx Bandits. Também se destaca com sua voz gutural: ele aprendeu a imitar Spencer Chamberlain (vocalista do Underoath ), no álbum  They're Only Chasing Safety.
Max teve vários romances, tinha uma namorada firme há muitos anos, chamada Saskia Lopez, que terminou logo, pois ela não se acostumou com o ritmo frenético de sua vida, em meados de 2008. Ele também teve um relacionamento intermitente com Ivy Rose Levan, que saiu com Davey Havok , Ian Watkins e Roman Dirge, relação que era para ser apenas de amizade, pois não tinham futuro como algo mais graças à forte amizade que construíram. Mais tarde teve um relacionamento com Amanda Lexus, estudante de design de moda e cosmetologia. Depois de uma suposta traição em meados de 2010, o casal se separou, em 2011 ele teve um relacionamento com Samantha Jayden.
Em 2011 viveu em Los Angeles, Califórnia, com sua noiva Samantha Jayden Hirtz (Samie Jayden) ex-membro do duo Blacklisted Me, no entanto, o casal se separou em meados de 2013. Ele também ao lado de sua ex-noiva era o dono da linha de roupas chamada "Couture Opium", que vendia vários tipos de roupas e diversos acessórios. A partir 2013 ele reside em Cincinnati, Ohio. Em julho do mesmo ano, Max anunciou durante uma entrevista para Alternative Press que ele está sóbrio há 50 dias e que o "velho Max está de volta", a entrevista é com ele e Ronnie Radke e falam do seu passado e sobriedade.

## Carreira musical

### Início
Em sua adolescência ele participou de várias bandas como baixista, por sua vez em instrumentação ou a produção das bandas  The Seventh Plague, Secrets Kept In Suicide y Witness The Folecast. No ensino médio participou da banda Almost Heroes, ao conhecer o seu amigo Ronnie Radke , formaram a banda "True Story", onde chegaram a lançar uma demo.

### Escape The Fate (2004-2010 2013-2014)
Max juntamente a Ronnie Radke e Bryan Money, formaram a banda Escape The Fate em meados de 2004, em apenas um mês já ganharam lugar na cena de post-hardcore, eles assinaram com a Epitaph Records e lançou em Setembro de 2006 seu primeiro álbum, Dying Is Your Latest Fashion. Max alegou sobre a expulsão de Ronnie Radke que "Primeiro, não poderia excursionar fora do país, em seguida, para fora do estado", sendo assim a banda fosse perdendo sua promoção internacional. Logo depois com o novo vocalista Craig Mabbitt a banda lançou seu segundo álbum This War Is Ours e mais tarde assinaram com a Interscope Records e lançam seu terceiro álbum (homônimo) em novembro de 2010.
Em novembro de 2010, Max Green deixou a banda para entrar na reabilitação de drogas, a banda teve que cancelar sua tour na Europa com o Bullet For My Valentine. Entre maio e junho veio o grande rumor de que Max foi expulso da banda mas, aparentemente, ele estava fora por razões desconhecidas, retornando para a banda em agosto de 2011. Thomas "TJ" Bell, ex-guitarrista do Motionless in White  tomou seu lugar. A expulsão de Green foi publicado no início de 2012. Em 2013 Max retornou ao Escape The Fate quando foi comunicada a saída dos irmãos Michael e Monte Money da banda, e logo, em maio de 2014 ele anunciou que sairia do Escape The Fate novamente para se juntar á Ronnie Radke na Falling in Reverse.

### The Natural Born Killers (2011-2012)
Após a sua saída do Escape The Fate, Max Green entrou como guitarrista e screamer da banda "The Natural Born Killers" com Ryan Clayton (vocal, ex A Smile From The Trenches),Brent Ashley (baixo, atual Wayne Static), Philip Kross (guitarra rítmica, ex Vampires Everywhere) e Farahn Gaiter (bateria, In The Name Of). 
A banda fez o seu primeiro show em 6 de julho, em Hollywood, California. Em maio, depois de uma discussão entre Max e Clayton, Max foi expulso da banda, mas retornou em algumas semanas, para logo alegar a saída por vontade própria, devido a problemas pessoais, antes de seu primeiro show ao vivo desde o lançamento de seu Oblivion.

## Vida pessoal, atualidade e Violent new Breed
Após abandonar a banda The Natural Born Killers por problemas pessoais, Max se concentrou em tentar abandonar as drogas, que fazia uso desde 2011 e configurou o motivo principal de sua saída de todas as bandas anteriores. Max Green superou as drogas e hoje em dia se encontra sóbrio. Retomou sua amizade com Ronnie Radke e deu várias entrevistas alegando estar fora das drogas. Max agora se concentra em suas próprias músicas, algumas já até divulgadas, com da banda até agora nomeada de "Violente new Breed" .

## Discografia
Com Escape The Fate
- Dying Is Your Latest Fashion (2006)
- This War Is Ours (2008)
- Escape the Fate (2010)

Com The Natural Born Killers
- Oblivion (2012)